# Anastas Gerdjikov
Anastas Gerdjikov é Reitor da Universidade de Sófia desde 2015. Professor de Literatura Antiga e Medieval. 
Um filólogo clássico traduziu o “Político (diálogo)” para o búlgaro moderno. 
Em 1 de outubro de 2021, ele anunciou sua candidatura para Presidente da Bulgária e foi imediatamente apoiado pelo GERB. 